# Bolusiella maudiae
Bolusiella maudiae là một loài thực vật có hoa trong họ Lan. Loài này được (Bolus) Schltr. mô tả khoa học đầu tiên năm 1918.